# Membres de l'Ordre national du Québec, par ordre alphabétique F
L'article contient une liste des membres de l'Ordre national du Québec. En 2011, il y a 810 personnes en tout qui font partie de cet ordre.
| \| Listes des membres de l'Ordre national du Québec \|            |
| A B C D E F G H I J K L M N O P Q R S T U V W X Y Z Non canadiens |
| Listes des membres de l'Ordre national du Québec                  |

| Nom                    | Grade            | Année | Occupation                                                  |
| Jacqueline Fabia       | Chevalière       | 1995  | médecin                                                     |
| Laurent Fabius         | Officier         | 1986  | homme politique                                             |
| Marie-Hélène Falcon    | Officière        | 2003  | femme de théâtre                                            |
| Françoise Faucher      | Officière        | 1997  | comédienne                                                  |
| Marc Favreau           | Chevalier        | 1995  | comédien                                                    |
| William Howard Feindel | Grand officier   | 2002  | médecin, neurologue, neurochirurgien et chercheur québécois |
| Jean-Pierre Ferland    | Chevalier        | 2003  | auteur, compositeur et interprète                           |
| Solange Fernet-Gervais | Chevalière       | 1993  | femme d'affaires                                            |
| Marisa Ferretti Barth  | Chevalière       | 2008  | travailleuse sociale, sénatrice                             |
| Madeleine Ferron       | Chevalière       | 1992  | écrivain                                                    |
| Marcelle Ferron        | Grande officière | 2000  | peintre et sculptrice                                       |
| Pierre Ferron          | Chevalier        | 2004  | professeur et médecin                                       |
| Denise Filiatrault     | Officière        | 2000  | comédienne                                                  |
| Gérard Filion          | Grand officier   | 1989  | éditeur de journal                                          |
| Sheila Fischman        | Chevalière       | 2008  | traductrice littéraire                                      |
| Maureen Forrester      | Officière        | 2003  | chanteuse d'opéra                                           |
| Yves Fortier           | Officier         | 2006  | avocat, homme d'affaires, et diplomate canadien             |
| Jean Fournier          | Chevalier        | 2006  | Avocat et homme d'affaires                                  |
| Nicole Fournier        | Chevalière       | 2006  | directrice générale de l’Accueil Bonneau                    |
| Armand Frappier        | Grand officier   | 1985  | spécialiste de l'immunologie                                |
| Pierre Fréchette       | Chevalier        | 2008  |                                                             |
| Samuel O. Freedman     | Chevalier        | 2004  | médecin et administrateur                                   |
| Edgar Fruitier         | Chevalier        | 2008  | comédien, mélomane                                          |